# Joel Antônio Martins
Joel Antônio Martins (Joel) (ur. 23 listopada 1931 w Rio de Janeiro, zm. 1 stycznia 2003 tamże) – brazylijski piłkarz, prawoskrzydłowy. Mistrz świata z roku 1958.

## Kariera klubowa
Karierę zaczynał w Botafogo FR w 1948. Dwa lata później przeszedł do CR Flamengo, gdzie grał w latach 1951–1958 oraz 1961–1963. Z Flamengo trzykrotnie zdobył mistrzostwo stanu Rio de Janeiro – Campeonato Carioca w 1953, 1954 i 1955. Łącznie w barwach rubro-negro rozegrał 404 mecze, w których strzelił 115 bramek. Trzy sezony (58-61) spędził w hiszpańskiej Valencii CF. Ostatnim jego klubem był EC Vitória.

## Kariera reprezentacyjna
W reprezentacji Brazylii występował w latach 1957–1961. Podczas MŚ 58 zagrał w dwóch pierwszych meczach Canarinhos w turnieju, w następnych został zastąpiony przez Garrinchę.